# Cheng Pei-pei
Pour les articles homonymes, voir Cheng et Pei.
Dans ce nom chinois, le nom de famille, Cheng, précède le nom personnel.
Cheng Pei-pei (chinois simplifié : 郑佩佩 ; chinois traditionnel : 鄭佩佩 ; pinyin : Zhèng Pèipèi) est une actrice chinoise née le 4 décembre 1946 à Shanghai et morte le 17 juillet 2024 à San Francisco. Elle est souvent surnommée la reine du wu xia pian.

## Biographie
Née à Shanghai en 1946, elle émigre à Hong Kong (alors colonie britannique) en 1961 et entre l'année suivante à l'école d'acteurs de la Shaw. Elle commence le tournage de son premier film, The Lotus Lamp (sorti en 1965), dans lequel elle joue un rôle masculin dans la lignée de la star Ivy Ling Po. Le tournage est cependant interrompu car la star du film, Lin Dai, doit se rendre en Corée pour un autre film. Cheng part alors à Taïwan tourner deux films, Lovers' Rock (qui obtient un prix au 12e Asian Film Festival) et Song of Orchid Island.
Elle devient une star en 1966 avec le film de King Hu, Come Drink with Me dans lequel elle joue le rôle de l'Hirondelle d'or. Elle est alors choisie par le réalisateur en raison de sa formation de danseuse, et malgré sa méconnaissance des arts martiaux. Elle reprend ce rôle dans le wu xia pian de Chang Cheh, Le Retour de l'hirondelle d'or (Golden Swallow). Sous contrat avec les Shaw Brothers, elle tourne avec les plus grands réalisateurs du studio : King Hu, Chang Cheh, Lo Wei, Ho Meng-hua, Umetsugu Inoue.
En 1971, elle décide de mettre fin à sa carrière et émigre aux États-Unis pour se marier. Elle tente cependant un retour en 1973 avec Tie wa, mais le film est un échec. Il lui faut attendre le milieu des années 1980 et surtout les années 1990, pour que, portée par la vogue du cinéma asiatique et grâce à l'arrivée d'une nouvelle génération de réalisateurs qui l'admirent, elle revienne dans les productions de Hong Kong. Ang Lee lui rend hommage dans Tigre et Dragon en lui donnant le rôle de Jade la Hyène.
Elle meurt le 17 juillet 2024, à 77 ans,.

## Filmographie (chronologique)
- 1964 : The Last Woman of Shang / Da ji : figurante
- 1964 : Lovers' Rock / Qing ren shi
- 1965 : Song of Orchid Island
- 1965 : The Lotus Lamp / Bai lian deng
- 1966 : L'Hirondelle d'or (Come drink with me), de King Hu.
- 1966 : Princess Iron Fan / Tie shan gong zhu : Baigu Jing
- 1967 : Hong Kong Nocturne : Chia Chuan-chuan
- 1967 : Operation Lipstick : Li Ping
- 1967 : The Thundering Sword / Shen jian zhen jiang hu : Chiao-Chiao Su
- 1967 : The Dragon Creek / Long hu gou
- 1968 : The Jade Raksha / Yu luo cha, de Ho Meng-hua
- 1968 : Le Retour de l'hirondelle d'or (Golden Swallow), de Chang Cheh
- 1968 : Blue Skies
- 1969 : Dragon Swamp / Du long tan : Fan Ying / Qing-erh
- 1969 : Raw Courage
- 1969 : The Golden Sword / Long men jin jian
- 1969 : The Flying Dagger
- 1970 : Lady of Steel, de Ho Meng-hua
- 1970 : Brothers Five
- 1971 : L'Ombre du fouet (The Shadow Whip), de Lo Wei
- 1971 : Les Griffes de Jade (The Lady Hermit) de Ho Meng-hua
- 1973 : None but the Brave / Tie wa (autres titres : Kung Fu Girl, The Heroine, Attack of the Kung Fu Girls) : Shao Ying
- 1986 : Magic of Spell
- 1988 : Painted Faces, de Alex Law
- 1993 : Flirting Scholar, de Lee Lik-chee
- 1993 : Bang jia Huang Qi-Hui : Kung Tse-Sam
- 1994 : Wing Chun, de Yuen Woo-ping
- 1994 : Luan shi chao ren : Joe's Mom
- 1994 : Fei zhou chao ren
- 1994 : Qing ren de qing ren
- 1996 : How to Meet the Lucky Stars : Chu Ba
- 1998 : The Spirit of the Dragon
- 1999 : Zhen xin hua : Sam's mother
- 2000 : Fist Power / Sang sei kuen chuk : Cheuk's mother
- 2000 : Fan yi cho
- 2000 : Tigre et Dragon (Crouching Tiger, Hidden Dragon) de Ang Lee
- 2001 : Shadow Mask : Red Goddess
- 2002 : Naked Weapon / Chek law dak gung : Faye Ching
- 2004 : Tin chok ji hap
- 2004 : Sex and the Beauties : Mona
- 2005 : Insuperable Kid Huoyuanjia : Aunt San
- 2009 : Basic Love : Ling's grandmother
- 2009 : Taishan Kung Fu
- 2009 : Blood Ties : Madam Lee
- 2010 : Fortune King Is Coming to Town!
- 2010 : Flirting Scholar 2 : Madame Hua
- 2011 : Street Fighter: Legend of Chun-Li
- 2011 : Coming Back
- 2011 : Legendary Amazons (en) : She Taijun
- 2011 : Let Love Come Back
- 2011 : Double Bed Treaty
- 2011 : Speed Angels (en) : Auntie Fen
- 2011 : Imperial Bodyguard
- 2012 : Singular Puzzle
- 2014 : Lilting ou la délicatesse
- 2014 : Streets of Macao
- 2014 : The Eyes of Dawn
- 2014 : The Scroll of Wing Chun White Crane
- 2015 : Lost in Wrestling
- 2015 : The Face
- 2015 : The Bat Night
- 2015 : Bright Wedding
- 2016 : Ice Fantasy (en)
- 2017 : Meditation Park (en)
- 2020 : Mulan de Niki Caro